# Pattinaggio di velocità ai VII Giochi olimpici invernali
Le competizioni del pattinaggio di velocità dei VII Giochi olimpici invernali si sono svolte dal 28 al 31 gennaio 1956 sulla Pista di Misurina a Auronzo di Cadore. Come ad Oslo 1952 si sono disputati quattro eventi tutti maschili.

## Programma
| Pattinaggio di velocità ai VII Giochi olimpici invernali | Pattinaggio di velocità ai VII Giochi olimpici invernali | Pattinaggio di velocità ai VII Giochi olimpici invernali | Pattinaggio di velocità ai VII Giochi olimpici invernali | Pattinaggio di velocità ai VII Giochi olimpici invernali | Pattinaggio di velocità ai VII Giochi olimpici invernali | Pattinaggio di velocità ai VII Giochi olimpici invernali | Pattinaggio di velocità ai VII Giochi olimpici invernali | Pattinaggio di velocità ai VII Giochi olimpici invernali | Pattinaggio di velocità ai VII Giochi olimpici invernali | Pattinaggio di velocità ai VII Giochi olimpici invernali | Pattinaggio di velocità ai VII Giochi olimpici invernali |
| Eventi / Giorni                                          | Gennaio 1956                                             | Gennaio 1956                                             | Gennaio 1956                                             | Gennaio 1956                                             | Gennaio 1956                                             | Gennaio 1956                                             | Febbraio 1956                                            | Febbraio 1956                                            | Febbraio 1956                                            | Febbraio 1956                                            | Febbraio 1956                                            |
| Eventi / Giorni                                          | 26                                                       | 27                                                       | 28                                                       | 29                                                       | 30                                                       | 31                                                       | 1                                                        | 2                                                        | 3                                                        | 4                                                        | 5                                                        |
| -------------------------------------------------------- | -------------------------------------------------------- | -------------------------------------------------------- | -------------------------------------------------------- | -------------------------------------------------------- | -------------------------------------------------------- | -------------------------------------------------------- | -------------------------------------------------------- | -------------------------------------------------------- | -------------------------------------------------------- | -------------------------------------------------------- | -------------------------------------------------------- |
| 500 m                                                    |                                                          |                                                          | Finale                                                   |                                                          |                                                          |                                                          |                                                          |                                                          |                                                          |                                                          |                                                          |
| 1500 m                                                   |                                                          |                                                          |                                                          |                                                          | Finale                                                   |                                                          |                                                          |                                                          |                                                          |                                                          |                                                          |
| 5000 m                                                   |                                                          |                                                          |                                                          | Finale                                                   |                                                          |                                                          |                                                          |                                                          |                                                          |                                                          |                                                          |
| 10000 m                                                  |                                                          |                                                          |                                                          |                                                          |                                                          | Finale                                                   |                                                          |                                                          |                                                          |                                                          |                                                          |

## Podi
| Evento             | Oro                            | Perform. | Argento          | Perform. | Bronzo          | Perform. |
| 500 m (dettagli)   | Evgenij Grišin                 | 40"2     | Rafaėl' Grač     | 40"8     | Alv Gjestvang   | 41"0     |
| 1500 m (dettagli)  | Evgenij Grišin Jurij Michajlov | 2'08"6   | -                | -        | Toivo Salonen   | 2'09"4   |
| 5000 m (dettagli)  | Boris Shilkov                  | 7'48"7   | Sigvard Ericsson | 7'56"7   | Oleg Gončarenko | 7'57"5   |
| 10000 m (dettagli) | Sigvard Ericsson               | 16'35.9  | Knut Johannesen  | 16'36.9  | Oleg Gončarenko | 16'42.3  |

## Medagliere
| Posizione | Paese            |   |   |   | Totale |
| --------- | ---------------- | - | - | - | ------ |
| 1         | Unione Sovietica | 4 | 1 | 2 | 7      |
| 2         | Svezia           | 1 | 1 | 0 | 2      |
| 3         | Norvegia         | 0 | 1 | 1 | 2      |
| 4         | Finlandia        | 0 | 0 | 1 | 1      |
| Totale    | Totale           | 5 | 3 | 4 | 12     |